# Brita Zilg
Brita Zilg, född 23 juli 1969 i Östberlin, är en svensk rättsläkare och grafisk formgivare. År 1996 startade hon tidskriften Darling tillsammans med bland andra Marie Birde.

## Biografi
Zilg är född i Östberlin och flyttade med sin familj till Sverige 1980 när hennes mor träffade en svensk man. De bodde ett år i Njutånger i Hälsingland innan familjen flyttade till Stockholm. Zilg gick på Tyska skolan i Stockholm och gick ut gymnasiet 1989.
Under det tidiga 1990-talet  studerade Zilg tidningsdesign på Berghs School of Communication. Som examensprojekt skapade hon en tidning som handlade om sådant som hon själv var intresserad av, vilket kom att bli ett utkast till tidningen Darling, i pappersformat. Hon arbetade en period som art director på Nöjesguiden innan hon 1995, som en av det första, fick anställning vid webbyrån Spray. Detta innebar att idén om en digital tidning föddes. Vid denna tid var tidningar på internet ovanliga och Zilg stod för både programmering och layout av webbplatsen. År 1996 startades Darling, på adressen drrling.se som en referens till riot grrrl-rörelsen, och tidskriften kom att bli en framgång och hyllades bland annat i Dagens Nyheter för sitt feministiska budskap. Darling var den första tidningen i sitt slag i Sverige. Zilg arbetade inledningsvis med Darling på fritiden, men när Spray, som stod för serverutrymmet, bestämde sig för att bygga ett mediehus och starta ett eget tidningsförlag, blev Darling en del av satsningen och Zilg kunde arbeta med webbtidningen som avlönad. I samband med detta började Darling även att ges ut som en papperstidning. I svallvågorna av IT-kraschen lämnade Zilg Spray och Darling 2001.
Zilg var även den som både formgav och namngav den uppmärksammade feministiska antologin Fittstim. Hon var redaktör för boken tillsammans med Belinda Olsson och Linda Skugge. År 1998 var hon värd för Sommar i P1.
Vid 30 års ålder sadlade Zilg om och utbildade sig till läkare; efter examen 2008 specialiserade hon sig inom rättsmedicin. Hon disputerade 2015 med en analys av glaskroppsvätska i döda människors ögon.